# Dorfkirche Tacken

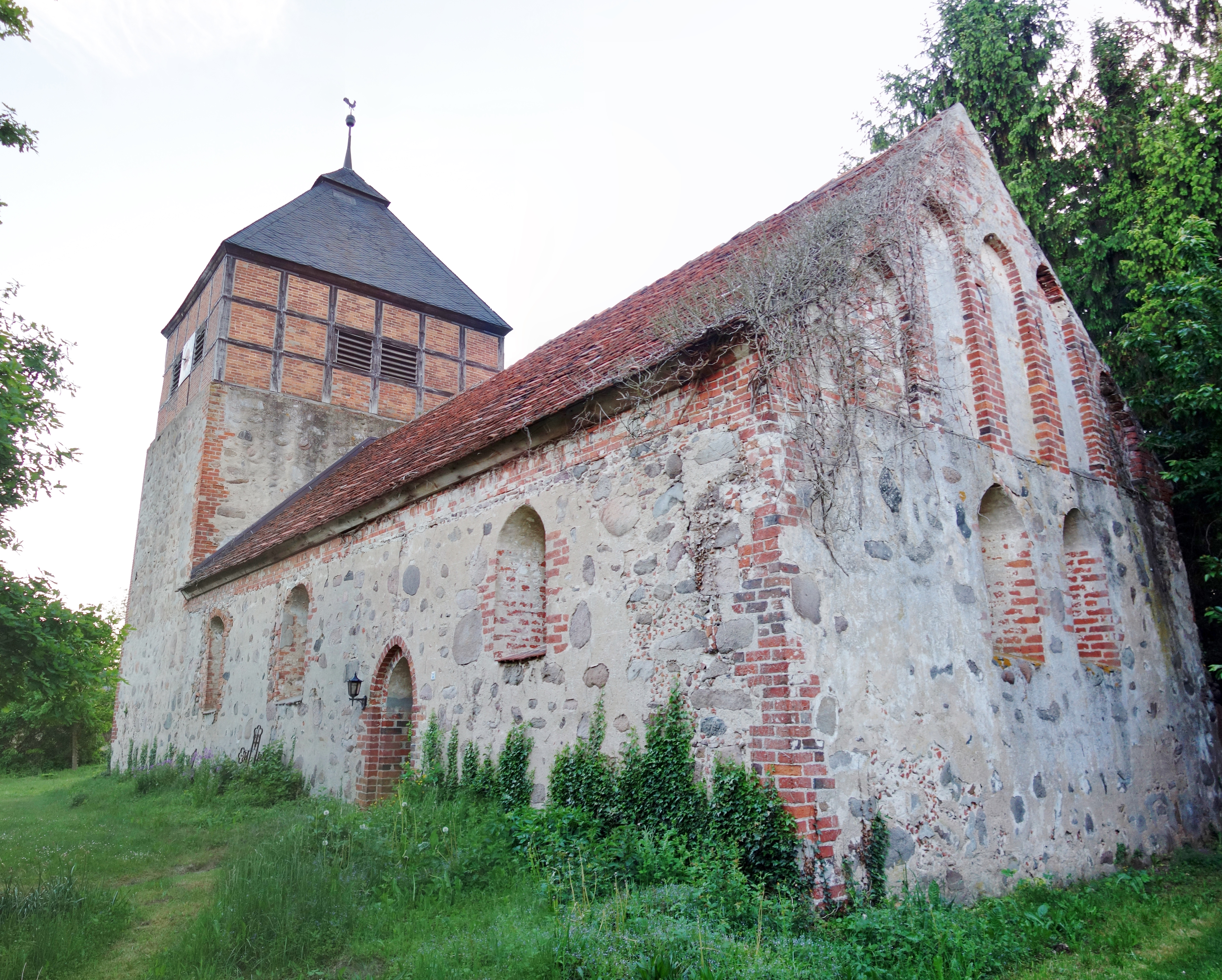
Dorfkirche in Tacken

Die evangelische Dorfkirche Tacken ist eine Saalkirche in Tacken, einem Ortsteil der Gemeinde Groß Pankow im brandenburgischen Landkreis Prignitz. Die Kirchengemeinde gehört dem Pfarrsprengel Seddin im Kirchenkreis Prignitz der Evangelischen Kirche Berlin-Brandenburg-schlesische Oberlausitz an. Das Gebäude steht unter Denkmalschutz.

## Baubeschreibung
Es handelt sich um einen spätgotischen Saalbau aus Feldstein mit einem rechteckigen Westturm in Schiffsbreite. Das Obergeschoss des Turms ist in Fachwerk errichtet und stammt aus dem 17. Jahrhundert. Das Gewände des südlichen Stufenportals und der Fenster wurden teilweise stichbogig verändert und der blendengeschmückte Ostgiebel ist aus Backstein. Das Westportal wurde erneuert und der spitzbogige Durchgang zwischen Turm und Schiff ist in tiefer Blende zugesetzt.
Im Inneren der Kirche befindet sich eine schlichte barocke Kanzel. In einem neuen Schrein sind fünf kleine spätgotische Schnitzfiguren zu sehen, Christus zwischen Petrus und Paulus sowie außen Dionysius und Katharina.